# Marita Lange
Marita Lange (n. 22 iunie 1943, Halle (Saale), Germania Nazistă) este o atletă ce a reprezentat Republica Democrată Germană, medaliată olimpică. A participat la 2 ediții ale Jocurilor Olimpice (1968, 1972) în care a câștigat o medalie de argint în proba de aruncarea greutății.

## Palmares
| An   | Competiție                   | Locație                   | Loc | Note  |
| ---- | ---------------------------- | ------------------------- | --- | ----- |
| 1966 | Campionatul European         | Budapesta, Ungaria        | 3   | 16,96 |
| 1968 | Jocurile Europene în sală    | Madrid, Spania            | 3   | 17,69 |
| 1968 | Jocurile Olimpice            | Ciudad de México, Mexic   | 2   | 18,78 |
| 1969 | Jocurile Europene în sală    | Belgrad, Iugoslavia       | 1   | 17,52 |
| 1969 | Campionatul European         | Atena, Grecia             | 3   | 18,56 |
| 1970 | Campionatul European în sală | Viena, Austria            | 3   | 18,09 |
| 1971 | Campionatul European         | Helsinki, Finlanda        | 2   | 19,25 |
| 1972 | Jocurile Olimpice            | München, Germania de Vest | 6   | 18,85 |
| 1974 | Campionatul European         | Roma, Italia              | 6   | 18,60 |